# Bibliothèque ethnographique
Die Bibliothèque ethnographique („Ethnographische Bibliothek“) war eine wissenschaftliche ethnographische Buchreihe, die seit 1885 von den Gebrüdern Maisonneuve & Ch. Leclerc in Paris herausgegeben erschien. Die breit angelegte Reihe wurde unter der Leitung des vielseitig interessierten französischen Linguisten, Ethnographen und Orientalisten Léon de Rosny (1837–1914) publiziert, der auch der Gründer der Société d’Ethnographie (1859) war. Die Reihe erschien illustriert („avec gravures“). Sie ist eng mit der französischen Kolonialgeschichte verbunden und teilweise stark den ethnologischen Theorien ihrer Zeit verhaftet, wie bereits an einigen ihrer (geplanten) Titel erkennbar ist. Bereits 1887 wurde ihr Erscheinen eingestellt. Der letzte Band trägt den Titel Les congrégations religieuses chez les Arabes et la conquète de l’Afrique du Nord (Die religiösen Gemeinschaften bei den Arabern und die Eroberung Nordafrikas).

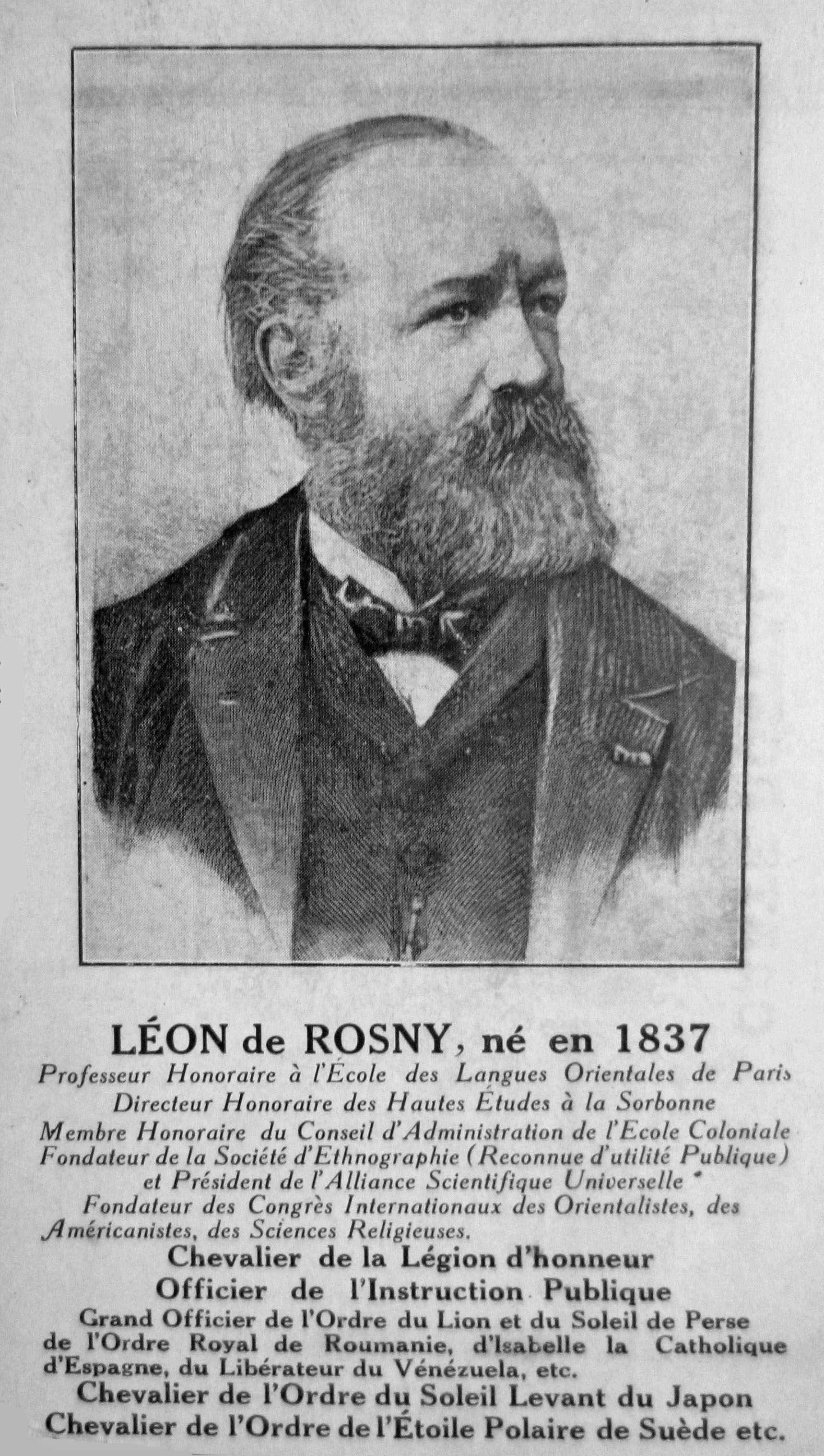
Léon de Rosny (ca. 1895)

## Übersicht
- 1. Premières notions d’Ethnographie générale, Léon de Rosny. 1885 (Digitalisat)
- 2. Ethnographie de la France, A. Castaing[2].
- 3. Le Peuple Siamois ou Thaï, Léon de Rosny.
- 4. Les Romains d’Orient. Aperçu de l’Ethnographie de la Roumanie, Léon de Rosny.
- 5. Ethnographie de l’Algérie, Octave Houdas (Digitalisat)
- 6. Les Coréens. Aperçu ethnographique et historique, Léon de Rosny.
- 7. Le Tibet; le pays, le peuple, la religion, Léon Feer. Digitalisat
- 8. Les Congrégations religieuses chez les Arabes et la conquête de l’Afrique du Nord, Baron d’Estournelles de Constant. 1887 (Digitalisat)

- Weitere angekündigte Bände (Digitalisat – Internet Archive)